# Benito Juárez, San Nicolás Buenos Aires
Benito Juárez är en ort i Mexiko.   Den ligger i kommunen San Nicolás Buenos Aires och delstaten Puebla, i den sydöstra delen av landet, 180 km öster om huvudstaden Mexico City. Benito Juárez ligger 2 450 meter över havet och antalet invånare är 257.
Terrängen runt Benito Juárez är varierad. Runt Benito Juárez är det ganska tätbefolkat, med 120 invånare per kvadratkilometer. Närmaste större samhälle är Ciudad Serdán, 19,0 km söder om Benito Juárez. Trakten runt Benito Juárez består till största delen av jordbruksmark.